# Эрле, Броудес
Броудес Эрле (англ. Broadus Erle или Earle; 21 марта 1918 — 6 апреля 1977) — американский скрипач и музыкальный педагог.
Учился в Кёртисовском институте. В 1947—1955 года был первой скрипкой струнного Квартета Новой Музыки, специализировавшегося на произведениях композиторов-современников. В 1956—1960 годах был концертмейстером Японского филармонического оркестра в Токио и одновременно преподавал в Школе Тохо (среди токийских учеников Эрле — Сэйдзи Одзава). С 1960 года Эрле преподавал в Йельской школе музыки.
1. 1 2  Broadus Erle // Discogs (англ.) — 2000.